# Lucrezia Mantovani
Lucrezia Maria Benedetta Mantovani (Milano, 20 maggio 1984) è una politica italiana, dal 15 marzo 2019 deputata alla Camera per Fratelli d'Italia.

## Biografia
È figlia di Mario Mantovani, più volte europarlamentare e senatore, nonché sottosegretario alle Infrastrutture e Trasporti nel governo Berlusconi IV, vicepresidente della Regione Lombardia dal 2013 al 2015 e sindaco di Arconate dal 2001 al 2008 e dal 2009 al 2014.
Si è laureata in Scienze linguistiche all'Università Cattolica del Sacro Cuore ed è un'imprenditrice.

### Attività politica
In vista delle elezioni politiche del 2018 viene candidata alla Camera dei deputati, tra le liste di Fratelli d'Italia (FdI) nel collegio plurinominale Lombardia 3 - 02 in seconda , risultando la prima dei non eletti. Tuttavia, diviene deputata il 15 marzo 2019, subentrando al dimissionario Guido Crosetto. Nella XVIII legislatura della Repubblica è stato componente e capogruppo di FdI nella 14ª Commissione Politiche dell'Unione europea, oltreché membro, brevemente, della 1ª Commissione Affari Costituzionali, della Presidenza del Consiglio e interni.
Alle elezioni politiche anticipate del 2022 viene ricandidata alla Camera nel collegio uninominale Lombardia 1 - 03 (Cologno Monzese), sostenuta dalla coalizione di centro-destra in quota FdI, oltreché nei collegi plurinominali Lombardia 2 - 01 come capolista, Lombardia 1 - 01 in terza posizione, Puglia - 03 in seconda posizione e Puglia - 04 in quarta posizione, venendo eletta deputata nell'uninominale con il 43,82% dei voti andando a superare il principale candidato del centro-sinistra, in quota Europa Verde, Paolo Romano (30,26%).